# Sealed Air
Sealed Air Corporation é uma empresa responsável embalagens de produtos perecíveis ou frágeis, em especial o plástico-bolha o seu produto mais famoso.
A empresa está sediada em Elmwood Park, New Jersey, sendo Ted Doheny seu diretor executivo.
Foi fundada em 1960 por Alfred W. Fielding e Marc Chavannes.